# Château d'Alcañiz
Le château d'Alcañiz est un château situé dans la ville d'Alcañiz, dans la communauté autonome d'Aragon en Espagne.
Il appartenait à l'Ordre de Calatrava qui s'est distingué dans la reconquête de la ville en 1157. Les plus anciens bâtiments datent des XIIe et XIIe siècles.
Aux XIVe et XVe siècles, des éléments mudéjars ont complété la construction. Aujourd'hui, il fait partie des paradores de turismo.

## Source
- (es) Cet article est partiellement ou en totalité issu de l’article de Wikipédia en espagnol intitulé « Castillo de los Calatravos » (voir la liste des auteurs).